# Porczyny
Porczyny [pɔrˈt͡ʂɨnɨ] es un pueblo ubicado en el distrito administrativo de Gmina Poddębice, dentro del distrito de Poddębice, Voivodato de Łódź, en Polonia central. Se encuentra aproximadamente a 8 kilómetros al suroeste de Poddębice y a 43 kilómetros al oeste de la capital regional Lodz.